# Ruta de Pensilvania 611
La Ruta 611 es una carretera estatal importante en el suroeste de Pensilvania (Estados Unidos). Va desde la avenida principal de Filadelfia hasta municipio de Coolbaugh. Recorre el Condado de Montgomery, Condado de Bucks, Condado de Northampton, y Condado de Monroe.